# Schlusslinienverfahren
Das Schlusslinienverfahren ist ein zeichnerisches Verfahren um Kräfte, die auf ein Objekt wirken, zu bestimmen.
Zunächst zeichnet man einen maßstabsgetreuen Kräfteplan und einen Lageplan mit allen bekannten Richtungen der Kräfte.
Alle bekannten Kräfte werden hintereinander gehängt. Da wir ja die Grundgesetze der Physik nicht brechen können, müssen sich alle Kräfte aufheben, also zeigen alle Pfeile im Kreis und ergänzen sich mit den Unbekannten Kräften zu einem Vieleck (Anfangspunkt = Endpunkt). Dies ist eine Grundvoraussetzung für die Statik. In der Statik bewegt sich für gewöhnlich nichts also darf im Kräfteplan keine Kraft „übrig bleiben“, sondern alle Kräfte müssen sich aufheben. Im nächsten Schritt wählt man einen beliebigen Polpunkt P innerhalb oder außerhalb des Kräfteplans und verbindet alle Punkte, an denen sich Kräfte mit diesem Punkt treffen. Die erste Linie wird parallel in den Lageplan verschoben und dort mit der jeweiligen Kraftlinie zum Schnitt gebracht. Linie zwei schneidet dann diesen Punkt und so weiter. Am Ende erhält man die unbekannte sogenannte Schlusslinie. Diese verschiebt man wieder parallel in den Kräfteplan und kann so die fehlenden Kräfte ermitteln.

## Beispiel: Hydraulikhebel
| | Folgende Ausgangslage: Ein Hydraulikhebel ist im Lager A frei gelagert (Richtung und Größe der Kraft {\displaystyle F_{A}} sind unbekannt). Der Arm wird durch sein Eigengewicht ({\displaystyle F_{G1}}) und seine Last ({\displaystyle F_{G2}}) belastet. Der Hydraulikzylinder greift in B an (Die Richtung seiner Kraft ({\displaystyle F_{B}}) liegt somit fest). In den folgenden Schritten werden wir vereinfachte Skizzen benutzen. {\displaystyle F_{G1}} = 8 kN {\displaystyle F_{G2}} = 12 kN {\displaystyle F_{A}} = unbekannt {\displaystyle F_{B}} = unbekannt |
| | |
| Wir zeichnen nun einen maßstäblichen Lageplan sowie einen Kräfteplan. FA ist weder in Richtung noch Größe bekannt, also zeichnet man sie im Lageplan nur als Kreis. Alle anderen Richtungen der Kräfte sind bekannt. FG1, FG2 und FB können wir eintragen. (Wichtig!: keine Pfeile einzeichnen, es geht rein um die Wirklinie) Im Kräfteplan haben wir wieder das Problem mit dem unbekannten FA. FG1 und FG2 zeichnet man einfach direkt hintereinander. Dahinter dann FB. Aber wie groß ist FB dass man es einzeichnen kann? Wir nehmen einfach ein beliebiges FB mit seiner festen Richtung an. Daraus folgt dann auch ein beliebiges FA mit beliebiger Richtung. Wir nennen sie deshalb FA' und FB'. | |
| | |
| | Nun gehen wir im Kräfteplan hin und zeichnen einen Punkt ein. Den sogenannten Polpunkt P. Diesen Punkt verbinden wir mit jedem Punkt im Kräfteplan wo 2 Kräfte aufeinandertreffen. Wo genau dieser Punkt liegt, ist relativ egal, jedoch gibt es Möglichkeiten ihn sehr geschickt zu setzen, aber dazu später mehr. Hier legen wir ihn dezentral. Die einzelnen Linien, Polstrahlen genannt, werden in der Reihenfolge des Schnitts durchnummeriert. |
| | |
| Wir machen weiter, indem wir nun Polstrahl 1 parallel verschieben, bis er durch den Punkt A geht. Warum durch A? Ganz einfach! Dieser „Kreuzungspunkt“ sagt uns, dass der Polstrahl im Lageplan die Wirkrichtungen der Kräfte FA und FG1 durchschneiden muss. Da wir von FA keine Richtung kennen, müssen wir den Punkt annehmen, da dieser sicherlich drauf liegt. Wir verschieben also Polstrahl 1 in Richtung Punkt A. Die Länge des Strahls ist egal, nur seine Richtung ist wichtig, aber sie sollte so gewählt werden, dass die zu schneidende Kraft auch wirklich geschnitten wird. An beiden Enden schreiben wir der Übersicht halber die Nummer des Polstrahls. Den Schnittpunkt mit FG1 markieren wir (hier orange). Tipp: Parallelverschieben geht am besten mit 2 Geodreiecken. Mit dem einen legt man an der Richtung an. Mit dem zweiten fixiert man das erste und kann dieses dann verschieben. | |
| | |
| | Nun folgt der nächste Schritt: Wir verschieben Polstrahl Nummer 2. Und zwar solange, bis dieser durch den Schnittpunkt von Polstrahl 1 mit FG1 geht. Dann wieder den Schnittpunkt zwischen Polstrahl 2 und FG2 markieren. Warum FG2? Weil Polstrahl 2 im Kräfteplan FG1 mit FG2 "verbindet". Ein Dreieck im Kräfteplan erzeugt einen Schnittpunkt im Lageplan. |
| | |
| Weiter gehts mit Polstrahl Nummer 3. Wieder wie beim Zweiten solange verschieben, bis er durch den Schnittpunkt von Nummer 2 und FG2 geht, und in diesem Fall den Schnittpunkt mit FB einzeichnen. | |
| | |
| | Nun wäre ja normalerweise der nächste Polstrahl dran, aber wir haben keinen mehr. Wir haben aber die vorläufige Schlusslinie SL'. Mit der können wir eigentlich nichts anfangen außer sie zu verbessern. Die letzte richtige Schlusslinie geht hier durch den Punkt A und den Schnittpunkt von Polstrahl 3 mit FB. Also verbinden wir einfach die beiden Punkte. Es kommt bei der Schlusslinie ebenfalls nicht auf die Länge an, sondern nur auf die Richtung. |
| Wir verschieben nun die Schlusslinie SL in den Kräfteplan, bis sie durch den Polpunkt P geht. | |
| | Einfach die Kraft FB im Kräfteplan so verlängern, bis sie mit der Schlusslinie schneidet. Daraus ergibt sich dann die einzig mögliche Richtung und Größe für FA da sich in der Statik grundsätzlich alle Kräfte aufheben. Mit dem Lineal nun abmessen wie lang FA und FB sind, mit dem Maßstab umrechnen und wir haben zeichnerisch 2 fehlende Kräfte ermittelt. FA = 21,0 kN FB = 29,83 kN |